# Нистој (Долж)
Нистој (рум. Nistoi) насеље је у Румунији у округу Долж у општини Талпаш. Oпштина се налази на надморској висини од 242 m.

## Становништво
Према подацима из 2002. године у насељу је живело 194 становника, од којих су сви румунске националности.